# Colibri à tête noire
Trochilus polytmus
Espèce
Répartition géographique
Statut de conservation UICN

 LC  : Préoccupation mineure
Statut CITES
Le Colibri à tête noire (Trochilus polytmus) est une espèce d'oiseaux de la famille des Trochilidae.

## Répartition
Cet oiseau est endémique de la Jamaïque.

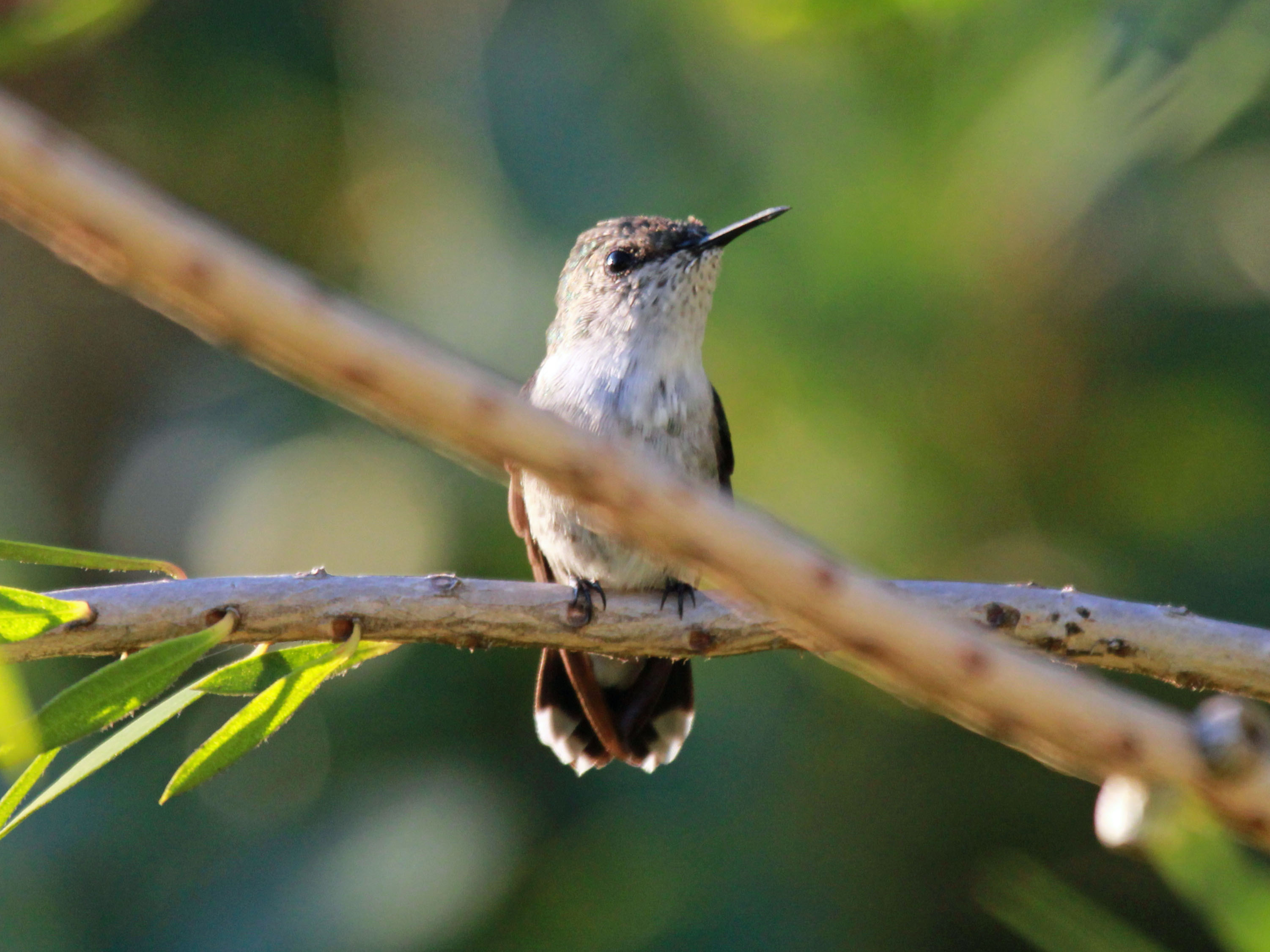
Une femelle.

## Habitat
Ses habitats sont les forêts tropicales et subtropicales humides de basses et hautes altitudes mais aussi les anciennes forêts lourdement dégradées, les plantations agricoles, les jardins ruraux et les zones urbaines.